# Formicivora grisea
A Formicivora grisea a madarak osztályának verébalakúak (Passeriformes) rendjébe és a hangyászmadárfélék (Thamnophilidae) családjába tartozó faj.

## Rendszerezése
A fajt Pieter Boddaert holland ornitológus írta le 1783-ban, a Turdus nembe Turdus griseus néven.

## Alfajai
- Formicivora grisea deluzae Ménétriés, 1835
- Formicivora grisea grisea (Boddaert, 1783)
- Formicivora grisea rufiventris Carriker, 1936[2]

## Előfordulása
Dél-Amerikában, Bolívia, Brazília, Francia Guyana, Guyana, Kolumbia és Suriname területén honos. Természetes élőhelyei a szubtrópusi vagy trópusi síkvidéki és hegyi esőerdők, lombhullató erdők és mangroveerdők, valamint szavannák és cserjések. Állandó, nem vonuló faj.

## Megjelenése
Testhossza 13 centiméter, testtömege 8-12 gramm.

## Életmódja
Rovarokkal és pókokkal táplálkozik.

## Természetvédelmi helyzete
Az elterjedési területe rendkívül nagy, egyedszáma ugyan csökken, de még nem éri el a kritikus szintet. A Természetvédelmi Világszövetség Vörös listáján nem fenyegetett fajként szerepel.